# Aircel
Aircel es un operador de telefonía móvil de la India con sede en Madrás que ofrece servicios de voz y datos con planes de postpago, prepago, 2G, 3G, acceso a banda ancha y Long Term Evolution por Audiotex.
En 2006, Aircel fue adquirida por el proveedor de servicios de comunicación integrada más grande de Malasia (Maxis Communications) y forma parte conjuntamente con Sindya Securities & Investments. Maxis Comunications posee el 74% del capital de la empresa.
En 1999 Aircel inició sus operaciones con Chinnakannan Sivasankaran al frente y hoy es el operador móvil líder en grandes estados como Tamil Nadu, en el sur, o Assam, en el noreste de la India, así como en grandes poblaciones como Madrás.
Es el quinto proveedor de servicios móviles GSM más grande de la India y el séptimo proveedor de servicios móviles más grande (GSM y CDMA),
Aircel también ha obtenido el permiso del Departamento de Telecomunicaciones (DoT) para proporcionar servicios de telefonía de larga distancia internacional (ILD) y larga distancia nacional (NLD). También cuenta con el servicio más grande en Tamil Nadú.

## Historia
Aircel comenzó como empresa regional en Tamil Nadu en 1999. Poco después, se convirtió en el operador líder en Tamil Nadú, convirtiéndose en el operador de más rápido crecimiento de la India, por lo que atrajo inversiones extranjeras así como al operador malayo Maxis Communications realizando una compra de una participación del 74% en 2005 a su propietario indio Chinnakannan Sivasankaran.
En 2010, la rama de la empresa 3G y banda ancha inalámbrica (BWA), salió a subasta. Se pagaron 1440 millones USD para el 3G y 760 millones de dólares para la BWA. De esta cantidad, la compañía recaudó 880 millones de dólares de Deutsche Bank, Standard Chartered Bank, HSBC y Barclays. También tomó un préstamo de 440 millones a un año de HSBC, Punjab National Bank y Axis Bank.
La empresa, desde noviembre de 2012, cuenta con alrededor de un millón de clientes en servicio 3G. En un futuro tiene previsto lanzar su red LTE.

## Servicios

Red privada virtual: Resumen de una conectividad VPN

### 3G
El 19 de mayo de 2010, se realizó la subasta para 3G en la India. Aircel pagó 65.000 millones, el menor costo en comparación con otros operadores. Las zonas que ofrece 3G son Andhra Pradesh, Assam, Bihar, Jammu y Cachemira, Karnataka, Calcuta, Madhya Pradesh y Chhattisgarh, Orissa, Punyab, Tamil Nadú, Uttar Pradesh, Uttarakhand y Bengala Occidental.
Aircel ha introducido nuevos planes de precios para los consumidores para ser más competitivos en el país, reduciendo también sus impuestos.

### 4G
El 11 de junio de 2010, finalizó la subasta para el acceso inalámbrico de banda ancha (BWA) en la India. Aircel pagó 34 380 millones, la segunda más alta global después de Mukesh Ambani. Las zona que obtuvo fueron Andhra Pradesh, Assam, Bihar, Jammu y Cachemira, Orissa, Tamil Nadúu y Bengala Occidental. También tiene 3G en todas las zonas.
El fabricante de equipos chino ZTE anunció el 30 de diciembre de 2013 que había ganado un contrato para desplegar una red de banda ancha 4G basada en la tecnología LTE para Aircel. La red LTE se lanzará en Tamil Nadu, y se ampliará a otras zonas críticas de negocio en su primera etapa.

### Aircel Business Solutions

WiMAX: Comparativa de velocidad y movilidad de sistemas inalámbricos

Aircel Business Solutions (ABS) es la parte de Aircel que vende soluciones empresariales como Multiprotocol Label Switching, red privada virtual (VPNs MPLS), voz sobre protocolo de Internet (VoIP) y servicios de video administrados en plataformas inalámbricas, incluyendo WiMAX.

### Otras iniciativas empresariales

Aircel colabora junto a Wikipedia Zero para el "acceso gratuito al conocimiento humano"

El 27 de mayo de 2011, Aircel lanzó el iPhone 4 de Apple, para Bharti Airtel, uno de los smartphones más populares de la actualidad.
Aircel anunció su asociación con la Fundación Wikipedia para ofrecer acceso móvil de Wikipedia gratis a sus clientes. La alianza tiene como objetivo hacer que el conocimiento disponible en Wikipedia sea accesible para todos sus clientes, tanto en zonas rurales como urbanas de forma gratuita. Esta iniciativa forma parte del Programa de Wikipedia Zero de la Fundación para llegar a los usuarios de Internet móvil en todo el mundo.

## Reducción de costes
Como parte de una importante reorganización de sus operaciones, la empresa decidió suspender las operaciones en cinco zonas: Madhya Pradesh, Gujarat, Haryana, Kerala y Punyab. También decidió recortar 600 puestos de trabajo. Esto es parte de una serie de medidas para reducir los costes y por lo tanto hacer que la empresa sea más eficiente en el mercado altamente competitivo de las telecomunicaciones en la India. A partir de noviembre de 2012, Aircel ha cerrado centros de trabajo en Madhya Pradesh, Haryana, UP oeste y Gujarat. Solo las instalaciones de recarga en línea están disponible en las mencionadas zonas. Aircel continúa sus operaciones en Rajasthan y Punjab. Cuenta con más de 2,6 millones de clientes en Rajastán con aproximadamente 140 000 clientes al mes en esta zona. Según los datos de suscripción de diciembre de 2012 publicados por TRAI, Aircel había perdido unos 2 millones de suscriptores y su base de abonados se situó en 65,1 millones. Las principales pérdidas en los suscriptores fueron de UP West, Gujarat, Kerala, Madhya Pradesh, Haryana, y Andhra Pradesh, que representaron el 75% de los abonados perdidos en diciembre de 2012.

## Patrocinios y embajadores

### Patrocinios
Aircel es uno de los patrocinadores del equipo de cricket de Chennai Super Kings perteneciente a la India Premier League y del Shillong Lajong F.C. de la I-League. Es también uno de los principales patrocinadores para el Torneo de Chennai (Madrás, el único torneo de tenis ATP en la India) y el Professional Tour de Golf de la India. Aircel también encabeza la campaña de Save the Tiger para la protección de los tigres de la India.

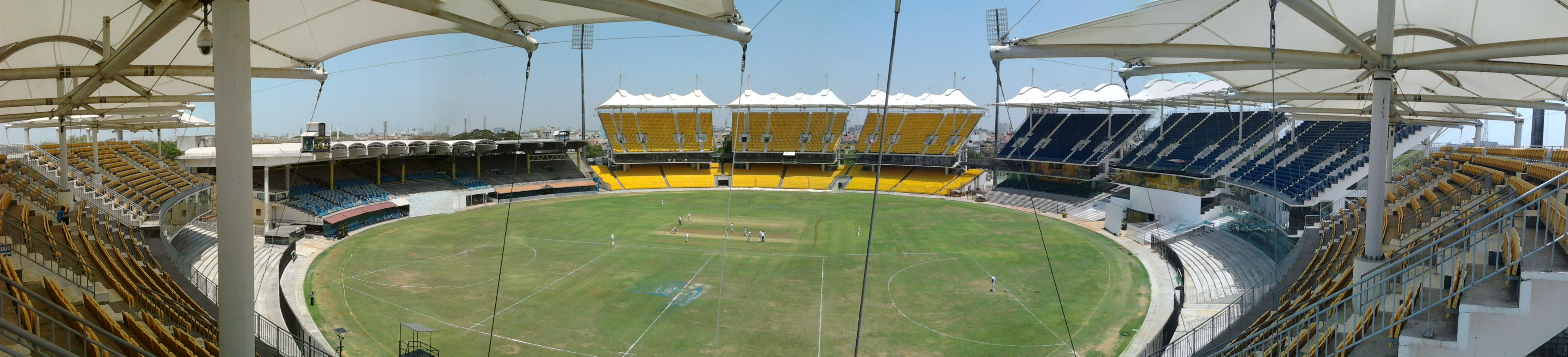
Estadio de los Chennai Super Kings, equipo patrocinado por Aircel

### Embajadores
Los embajadores de la marca de Aircel incluyen al capitán del equipo de cricket indio Mahendra Singh Dhoni y el actor de cine tamil Suriya. Aircel también está participando con la boxeadora Mary Kom, el actor tamil Dhanush y Sameera Reddy, una actriz de Bollywood.

## Accionistas
Maxis Comunications, titular de la participación mayoritaria de Aircel, lanzó 3360 millones para sus accionistas (UTSB), por lo que es la salida a bolsa más grande de Malasia y el sudeste de Asia. Maxis tiene participación del 74% y el 26% restante es propiedad de Apollo Hospitals.

## Controversias y rumores de adquisición

Aircel, investigado por la Central Bureau of Investigation

Aircel está siendo investigado por la Central Bureau of Investigation (CBI) por presuntas irregularidades en la adquisición de Maxis. Según la CBI, el anterior propietario de Aircel, C. Sivasankaran se vio obligado a vender su participación a Maxis por el entonces ministro de Telecom, Dayanidhi Maran en 2005. Como resultado, los Maxis hizo una inversión quid pro quo de 5000 millones en una compañía de DTH propiedad de la familia Maran.
También hubo rumores en septiembre de 2012 que la compañía rusa Sistema estaba en negociaciones para la adquisición de Aircel. Sin embargo, los rumores no han sido confirmados por ninguna de las dos empresas. La empresa Sistema es la empresa matriz de MTS, operadora CDMA de la India.
Aircel fue uno de los siete operadores para recibir notificaciones del Departamento de Telecomunicaciones por no cumplir con las normas de radiación de teléfonos móviles y salud en sus bases de estaciones de torres en 2012.
Como parte de sus prácticas de reducción de costes, Aircel comenzó a reducir proporcionalmente los servicios en cinco zonas. Sin embargo, Aircel también cerró muchos sitios de implantación que dejó a muchos de sus clientes sin cobertura. Los usuarios tenían que viajar a zonas cubiertas por Aircel con el fin de obtener un código de portabilidad.